# The Legend of Dragoon
The Legend of Dragoon (レジェンド オブ ドラグーン?, Rejendo obu Doragūn) è un videogioco di ruolo sviluppato e pubblicato da Sony Computer Entertainment per la PlayStation. È stato distribuito in Giappone il 2 dicembre 1999, negli Stati Uniti il 13 giugno 2000 e in Europa il 19 gennaio 2001.

## Trama

### Atto 1 - La guerra di Serdio
Nel continente di Endiness vive Dart, un ragazzo rimasto orfano durante il massacro di Neet, suo villaggio natale, compiuto dal Mostro Nero, una creatura che viaggia per il mondo attaccando la popolazione una volta ogni 108 anni quando la Luna che mai tramonta si tinge di rosso. L'unico ricordo che ha Dart è quello di una pietra rosso sangue appartenuta al padre. Dopo la morte dei genitori, Dart viaggia fino a Seles insieme a una bambina di nome Shana e dopo essersi allenato per anni, si mette alla ricerca del Mostro Nero, ma scoppia una guerra tra il suo regno, Basil, e quello di Sandora, le due fazioni di Serdio. Durante un'incursione a Seles, Shana viene rapita per ordine dell'Imperatore Doel, capo del regno di Sandora, e rinchiusa a Hellena, una fortezza-prigione. Dart giunge a Seles, scopre del rapimento e si dirige alla fortezza entrando di nascosto. All'interno incontra il cavaliere Lavitz Slambert, amico del Re Albert, con cui collabora per liberare Shana e fuggire da Hellena.
Lavitz deve fare rapporto a Re Albert, perciò parte con Dart e Shana verso la capitale del regno, attraversano una caverna e combattono un serpente gigante che aggredisce Shana, ma le appare un bagliore sulla fronte e il mostro viene distrutto. Raggiunta la rocca di Indels vengono accolti da Re Albert e Dart gli chiede informazioni sul Mostro Nero e prega di lasciare Shana al castello per impedire a Doel di rapirla ma Shana rifiuta la protezione e non ci sono informazioni sul mostro, se non che la sua prima apparizione risale a circa 11.000 anni fa, alla fine della guerra dei draghi, un conflitto tra la specie dominante degli Alati, utilizzatori dei potenti mostri volanti chiamati Virago, e gli esseri umani. Quest'ultimi, guidati dall'Imperatore Diaz, combatterono assieme a sette cavalieri drago vincendo il conflitto e dando inizio all'era degli umani, al prezzo di molte vittime e la scomparsa di tutti i cavalieri drago. Visto l'imminente attacco alla fortezza di Hoax da parte dell'impero di Sandora, Dart aiuta Lavitz e il re a evitare il proseguire della guerra.
L'attacco si svolge di notte e Shana rimane all'interno della fortezza, mentre Dart e Lavitz lottano con Kongol, il gigante a capo delle truppe sandoriane, che li sconfigge facilmente. Appare una donna con un'armatura draconica nera che disarma il gigante e dice a Dart di risvegliarsi, quindi la pietra appartenuta a suo padre inizia a brillare e le fiamme avvolgono il suo corpo trasformandolo nel cavaliere drago dagli occhi di fuoco, batte Kongol e respinge l'attacco di Sandora, poi sviene. La mattina dopo, il cavaliere del drago oscuro si presenta come Rose e decide di aiutare i protagonisti in memoria dei suoi vecchi compagni e permette a Dart di prendere confidenza con il suo nuovo potere. Kaiser, ufficiale di Basil, riferisce di un altro fortino sotto assedio nelle paludi e che tra le file di Sandora si trova anche un drago. Per arrivare alle paludi, i protagonisti attraversano il vulcano Villude, combattono una Virago; una volta sconfitta questa affonda nella lava, Shana ha uno strano malore e Rose osserva gli ultimi istanti di vita della creatura.
Al fortino, scoprono che non ci sono soldati e che la zona è contaminata dalle tossine del drago, quindi vanno al nido e incontrano Greham, ex cavaliere di Basil che in passato tradì il padre di Lavitz per invidia, e ora al soldo di Doel. Greham si rivela essere il cavaliere del drago di giada in grado di controllare i venti, e attacca il gruppo assieme a Feyrbrand il drago dalle Zanne Verdi. Greham viene sconfitto e in punto di morte chiede perdono a Lavitz, quindi rivela che lo spirito del suo drago gli venne donato da Doel. Alla sua morte, lo spirito del drago sceglie Lavitz come suo nuovo possessore e lo rende il cavaliere del drago verde. Shana viene intossicata dal veleno del drago e il gruppo si reca nella città commerciale di Lohan, dove cercano una cura. Sanator, il dottore della clinica, dice che l'unico rimedio è trovare una pianta dalle proprietà curative, la Dragonia Vegetalis, custodita in un santuario dove la palude è velenosa. I tre Dragoni si dirigono al santuario, protetto da un ninja che attacca gli invasori; lo sconfiggono e appare uno spirito bianco di nome Shirley che dice di conoscere Rose.
Dart chiede la Dragonia Vegetalis ma non si trova più lì; per salvare la ragazza, Shirley dona ai tre lo spirito di Dragone d'argento bianco con poteri curativi miracolosi e si congeda. Il gruppo ritorna a Lohan e lo spirito del drago cura Shana dalle tossine, scegliendola come nuovo Dragone. Per festeggiare la riuscita della missione, il gruppo si concede un periodo spensierato a Lohan tra giochi e mercati. Qui Dart prende parte a un torneo nell'arena per incoronare il guerriero più forte di Endiness e incontra Haschel, maestro della scuola Rouge nonché suo vecchio amico. Arrivato in finale, si confronta con uno spadaccino dai capelli d'argento di nome Lloyd contro il quale perde.
Un soldato di Basil entra a Lohan dicendo che la fortezza di Indels è stata attaccata, Re Albert rapito e portato a Hellena. Lavitz e gli altri partono subito, entrano a Hellena, raggiungono il patibolo in cui il re sta per essere giustiziato e affrontano il boia. Durante le ostilità, un uomo incappucciato estrae la gemma lunare dalla schiena di Albert, quindi Lavitz lo aggredisce trasformandosi in Dragone ma l'altro usa la leggendaria Ammazzadraghi nascosta nel mantello per ferirlo mortalmente. L'uomo misterioso si rivela essere Lloyd che ruba la gemma e scompare, mentre Lavitz, felice per aver salvato il suo re, muore tra le braccia di Dart. Lo spirito di Dragone di giada identifica Albert come suo nuovo possessore e questi si unisce al gruppo dei Dragoni, poi insieme si dirigono alla Rocca nera di Kazas per affrontare l'imperatore. Durante l'infiltrazione, incontrano il comandante supremo di Sandora, colui che rapì Shana a Sales, ma quest'ultimo sceglie di non combattere e chiede a Dart e compagni di "svegliare" Doel che, dopo l'arrivo a corte di Lloyd, è cambiato.
Sconfitto nuovamente Kongol, si ritrovano al cospetto di Doel, che ammette di aver ucciso il fratello Carlo (padre di Albert) per creare una nuova Serdio, poi spiega di aver fatto rapire Shana per volere dell'imperatore Diaz in seguito alla sua rinascita, ma Rose afferma che l'imperatore è morto da umano 11.000 anni fa. Doel si trasforma nel Dragone viola tramite lo spirito donatogli da Lloyd, che controlla le tempeste e combatte con gli eroi. Doel viene sconfitto e morendo si redime, compiacendosi della crescita del nipote e intimandogli di inseguire Lloyd, che è diretto nella nazione di Tiberoa per proseguire con il suo piano. Lo spirito del Dragone viola sceglie Haschel come nuovo cavaliere e tutti e cinque viaggiano verso Tiberoa per fare chiarezza sui piani di Lloyd.

### Atto 2 - Ombra di platino
Giunti alla rocca di Fletz, capitale del regno di Tiberoa, cercano di raccogliere informazioni in una taverna e vengono a conoscenza di un astrologo di nome Fester, che studia la Luna e la sua correlazione con il ritorno del Mostro Nero ogni 108 anni. Fester afferma che in astronomia non esiste luna che non tramonti mai, tranne la Luna che mai tramonta, che rimane ferma e immutabile allo scorrere del tempo. L'astrologo è anche il tutore della principessa Emille di Tiberoa, che in seguito a una caduta da cavallo ha cambiato personalità trasformandosi in una donna scostante, crudele e intrattabile. Nonostante ciò non vi sono notizie di Lloyd, quindi il gruppo parte per la città di Doneau in cerca di altre informazioni. Durante il tragitto vengono attaccati dalla banda di Gehric e dopo la battaglia a Dart viene rubato lo spirito di Dragone, ma nonostante ciò proseguono per Doneau, nella speranza di trovare informazioni sulla banda di ladri e recuperare l'artefatto.
Un flashback mostra una delle sacre sorelle di Mille Sesau Wink, la terza nazione di Endiness, venire attaccata a Doneau dai banditi con lo scopo di rapirla e chiedere un riscatto, ma sul posto è presente Lloyd che apparentemente senza muoversi mette fuori combattimento i banditi e salva Wink per poi scomparire. Giunti in città, scoprono che i banditi che infestano la zona hanno il loro covo nella valle della gravità perduta e una giovane ragazza di nome Meru, dai capelli di platino come Lloyd, si offre di fargli da guida. Tuttavia per entrare nella valle serve il permesso del re di Tiberoa, quindi ritornano alla rocca di Fletz per chiedere udienza al re.
Tramite Fester riescono ad avere sia udienza che il lasciapassare, fermandosi una notte al castello, dove vanno la conoscenza della principessa Lisa, sorella minore di Emille, che gli chiede di fare luce sulla vicenda riguardante il cambiamento della sorella avvenuto sei mesi prima. Rivela inoltre il sospetto che vi sia una correlazione tra la banda di Gehric, l'invasione dei banditi e il comportamento di Emille, inoltre non manca molto al suo ventesimo compleanno e in tale occasione le verrà consegnato il pugnale lunare, il tesoro nazionale di Tiberoa, come prova della successione al trono. Identificato il vero obiettivo di Lloyd, cioè il secondo oggetto lunare, il gruppo entra nella valle della gravità perduta e incontrano con un'altra Virago. Shana si sente male e la creatura tenta di ghermirla, ma il bagliore sulla sua fronte la spinge nell'abisso, lasciando turbato il gruppo.
Al covo dei banditi, trovano Gehric, vecchio allievo di Haschel, che affrontano e dopo lo scontro crolla una statua dal tetto ma vengono salvati da Kongol, che li aveva seguiti e si unisce alla compagnia. Sgominati i banditi, lo spirito di Dragone di Dart viene recuperato e scoprono che la principessa Emille è una sosia, sostituita durante la caduta a cavallo ed è in combutta con i banditi per impossessarsi del paese e del pugnale lunare. La vera principessa è confinata in una stanza nascosta dietro un dipinto nella rocca; una volta liberata la vera principessa Emille, i protagonisti provano a fermare la cerimonia di successione e la consegna del pugnale lunare.
Dietro le vesti della falsa principessa vi è una donna di nome Lenus, la cui intenzione è di rubare il pugnale per Lloyd di cui è innamorata. Messa alle strette, Lenus, che è un'Alata, riesce a fuggire con l'oggetto grazie alle sue ali di luce. Dopo la sua fuga verso la baia di Illisa, Albert si rivela al re di Tiberoa e comunica il furto della gemma lunare di Serdio. Emille racconta che dopo la sconfitta degli Alati, i tre tesori della loro civiltà vennero spartiti tra i regni di Endiness: Serdio, Tiberoa e Mille Sesau. Appurato che i due oggetti debbano essere recuperati, il re di Tiberoa gli procura una nave per la baia di Illisa, la Furia Regina, ammiraglia di Tiberoa. Durante ii viaggio, Dart chiede informazioni sul Mostro Nero a Rose, la quale dice di non averne e sostiene che per lei questo viaggio è una "pausa". Haschel, da 20 anni in cerca della figlia scomparsa, pensa di aver trovato una nuova ragione per combattere mentre Shana cerca di far capire a Dart che i suoi sentimenti non sono di tipo fraterno.
Durante la notte, la Furia Regina si scontra con una nave fantasma; esplorandola vedono il dipinto di una donna con una neonata e appare il capitano fantasma che dice che l'equipaggio, la balia e la principessa Louvia di Mille Sesau infante vennero aggrediti dal Mostro Nero, che uccise tutti. Avendo fallito nel compito, i fantasmi dei cavalieri e del comandante non possono trapassare, rimanendo nel mondo dei vivi, poi dicono a Rose che non avrebbero permesso di attaccare la principessa, ma poi vedono Shana e riconoscono in lei la principessa Louvia, in realtà davvero uccisa 18 anni prima; pensando di aver assolto il loro dovere, i fantasmi scompaiono facendo inabissare la nave. Al momento del salto verso la Furia Regina, Dart perde l'equilibrio e Rose si sporge per reggerlo per un braccio ma finiscono in acqua, quindi Rose trascina Dart privo di sensi dentro una grotta lungo la costa e guardandolo dormire, pensa che somigli a Zieg, il precedente cavaliere del drago Occhi di fuoco e suo fidanzato.
Un flashback mostra un ricordo di 11.000 anni prima in cui durante l'assedio alla capitale volante degli Alati, Kadessa, rimangono cinque Dragoni e un drago ancora vivi a combattere gli Alati e le Virago. Kanzas, cavaliere del drago viola, perde la vita facendosi esplodere contro una Virago mentre Zieg lotta contro Melbu Frahma, il dittatore degli Alati, e con la spada lo trafigge al petto, mentre l'altro risponde con un incantesimo. Belzac, cavaliere del drago d'oro che controlla la terra, si sacrifica per salvare Shirley dall'attacco di un'altra Virago mentre Rose trova Zieg a terra che si sta pietrificando a causa della maledizione di Melbu Frahma.
Al loro risveglio, Rose e Dart vengono trovati da un ragazzo di un villaggio di pescatori e apprendono che la Furia Regina è ancorata alla città di Fueno, poco distante. I due raggiungono la città e si riuniscono al gruppo, poi Shana riabbraccia Dart, che si rende conto del rapporto che li lega. Si dirigono alla grotta del drago marino e all'isola prigione, dove trovano Lenus e Lloyds. Lenus gli consegna il pugnale e Llyod nuovamente dice al gruppo che le sue azioni sono guidate dall'imperatore Diaz e di raggiungerlo a Mille Sesau se riusciranno a sopravvivere.
L'Alata sopravvissuta si trasforma nel cavaliere drago azzurro che controlla le energie fredde e scaglia contro gli altri Dragoni anche il drago marino Regole. Lenus in punto di morte cerca di uccidere Dart ma fallisce, quindi lo spirito del Dragone blu la abbandona e si posa sul palmo della mano di Meru, portando a sei il numero dei cavalieri drago rinati. La minaccia di Tiberoa è sventata, ma il pugnale e la gemma non sono stati recuperati, però i protagonisti ritornano a Fletz in trionfo. Albert e la principessa Emille approfondiscono la loro conoscenza, e viene preparato un banchetto in onore dei salvatori. Dart bacia Shana sotto le stelle e il giorno dopo è prevista le partenza per Mille Sesau, terza nazione di Endiness e patria natale di Dart e Shana.

### Atto 3 - Fato e anima
Dopo una lunga traversata in mare, i dragoni raggiungono Furni, porto di accesso a Mille Sesau. Si dirigono verso Deningrad, la capitale dalla alta torre di cristallo, e attraversano la foresta sempreverde. All'improvviso, sia Meru che Rose annunciano di separarsi momentaneamente dal gruppo poiché hanno entrambe delle faccende personali da sbrigare: raggiungeranno il gruppo nella capitale al più presto. I 5 componenti rimanenti raggiungono Deningrad e si fermano alla cattedrale, dove il vescovo Dille racconta la storia dell'Albero Divino che con i suoi frutti diede vita alle specie che popolano il mondo e che, sia l'albero che il suo ultimo frutto, sono stati protetti dai sigilli magici degli antichi Alati. La leggenda narra che la rimozione del sigillo porterebbe alla fine del mondo.
Si recano inoltre alla biblioteca nazionale di Mille Sesau dove cercando informazioni sugli oggetti lunari divini e la guerra dei draghi, senza scoprire nulla di nuovo. Il bibliotecario porta Dart in archivio e qui gli mostra la vetrata di Neet, sua città natale distrutta dal mostro nero 18 anni prima, e gli rivela che oltre a lui ci fu un'unica superstite: la seconda sacra sorella di Mille Sesau, Luanna. Gli rivela inoltre che il Mostro Nero non attacca indiscriminatamente ogni 108 anni, ma attacca il luogo dove crede che sia il figlio della Luna, ovvero colui che purificherà il mondo.
La scena si sposta a Neet, dove si scopre che è andata Rose da sola a visitare il cimitero. Nei pressi della lapide commemorativa degli abitanti del villaggio uccisi 18 anni prima, Rose incontra sorella Luanna, recatasi lì per pregare sulla tomba della madre, una delle tante vittime. Luanna si salvò per miracolo perché la madre, durante l'attacco, rivelò al Mostro Nero che la principessa Louvia, la Figlia della Luna, era salpata con una nave (la nave fantasma trovata a Tiberoa nei pressi della baia di Illisa). Rose si offre di riaccompagnare sorella Luanna a Deningrad.
Meru nel frattempo si reca a casa dei genitori, in una strana foresta, ma gli abitanti la cacciano in malo modo. La realtà è che gli abitanti della foresta sono Alati e Meru è una di loro. Agli Alati è proibito lasciare la foresta e uscire nel mondo esterno, la pena per l'infrazione di questa regola è di non poter fare ritorno mai più. Persino l'anziano del villaggio e suo padre non esitano a intimarle di andarsene. L'unico che le rivolge qualche parola di conforto è il suo amico Guaraha che, prima che lei se ne vada, le dice che la terra ha cominciato a tremare ed è il presagio del risveglio del più potente drago mai esistito che neanche gli antichi Alati erano riusciti a eliminare: il Drago Divino, con sette ali e sette occhi, che era stato confinato nel vulcano della montagna del Drago Mortale. Qualcuno deve aver spezzato il sigillo di confinamento.
Poco dopo il re dei draghi si libera dalle catene che lo confinavano e vola verso Deningrad, Dart e gli altri rincontrano Rose e sorella Luanna a Deningrad, e vedono il drago volare sopra la città. Luanna, a cui i dragoni hanno palesato la loro vera natura e le loro intenzioni, li conduce dalla regina Theresa di Mille Sesau, protetta dalla prima sacra sorella Miranda. Bisogna fermare il drago e il potere dei dragoni potrebbe non bastare: Rose suggerisce di utilizzare una delle due armi usate nella guerra dei draghi dagli Alati, il bastone blocca draghi (la prima, la spada ammazzadraghi è nelle mani di Lloyd, ed è con quella che ha ucciso Levitz trasformato in dragone durante la guerra di Serdio). Meru rivela la sua natura di Alata e si offre di condurre i dragoni alla foresta degli alati per chiedere il bastone. Mentre si accingono a uscire dalla torre, si accorgono che Shana non è con loro. La ritrovano nella stanza del sigillo della torre di cristallo senza che lei abbia idea di come possa essere finita lì. Miranda fa notare che la torre di cristallo, oltre a essere il palazzo reale di Deningrad, in passato era una fortezza degli Alati che la usarono per sigillare qualcosa di non identificato. Probabilmente il drago viene attirato dalla forza del sigillo.
Improvvisamente, lo spirito di dragone abbandona Shana per posarsi su Miranda, che inaspettatamente viene riconosciuta come la vera proprietaria dello spirito di dragone d'argento bianco. Shana non è più in grado di proseguire e viene lasciata riposare alla torre di cristallo, mentre gli altri si recano alla Foresta degli Alati. Dopo le prime reticenze, l'anziano accetta di vedere i dragoni e ascoltarli. Dopo un rapido colloquio, l'anziano decide di aiutare i dragoni concedendogli di usare il bastone, che si trova nelle rovine della capitale reale di Kadessa (dove persero la vita gli ultimi dragoni undicimila anni prima) e attiva un teletrasporto per condurli a destinazione. Esplorando la capitale, si possono notare i resti della grandiosa ma crudele civiltà Alata, con anfiteatri dove combattevano le specie sottomesse per diletto e le magnifiche torri ora in rovina. Sulla strada trovano una gigantesca Virago con una vistosa cicatrice: era quella con cui aveva combattuto Belzac, il primo dragone della tempesta, e nonostante sia pesantemente danneggiata si rivela un nemico ostico da sconfiggere. Alla fine riescono a ottenere il bastone, ma nel frattempo il drago Divino attacca Deningrad, distruggendo la città e il palazzo di cristallo.
L'Anziano Blano e gli Alati della foresta uniscono le forze per teletrasportare i dragoni a Deningrad, usando la magia del popolo alato. Incredibilmente, quando il palazzo di cristallo venne attaccato, il bagliore emesso dalla fronte di Shana protegge la popolazione e la regina Theresa, minimizzando cosi i danni alle persone. I dragoni lasciano Shana riposare in una locanda e scalano la montagna del drago mortale, dove il Drago Divino si rifugia in attesa del prossimo attacco. Giunti alla sommità trovano Lloyd, che combatte il drago armato della spada Ammazzadraghi, piuttosto provato, ma il Drago Divino ha subito moltissimi danni. Dart usa il bastone blocca draghi per indebolirlo ancora di più, ma tutti dovranno combattere da umani senza potersi trasformare in dragoni, in quanto il bastone limita fortemente anche i poteri delle armature dei cavalieri drago. Dopo una battaglia epica, i protagonisti hanno la meglio e, quando la gigantesca testa del drago si schianta al suolo, una luce brilla dal suo grande occhio. Lloyd si avventa sul drago brandendo l'Ammazzadraghi e gli lacera l'iride, estraendo una pietra brillante : lo spirito di dragone del Drago Divino. Qui si scopre l'origine degli spiriti di dragone: durante gli ultimi istanti di vita di un drago il cristallo presente nel suo occhio brilla e, se estratto, conferisce il potere di trasformarsi in cavaliere drago, sempre se la persona che ne è in possesso venga riconosciuta dallo spirito di dragone. Nelle mani di Lloyd lo spirito non manifesta il suo potere, ma lui non sembra preoccuparsene, e si limita a scappare annunciando al gruppo che il drago era solo un ostacolo sul suo cammino, ma è ancora presto per regolare i conti con i dragoni. Nella fuga scaglia una palla di fuoco, rivelando la sua natura di Alato e nell'esplosione Dart e Rose cadono in un crepaccio. A causa della caduta Rose pronuncia frasi deliranti alle orecchie di Dart e sembra scambiarlo con qualcun altro.
Dart capisce che Rose sa qualcosa che non vuole rivelare e torna con la memoria a 18 anni prima a Neet, quando suo padre e sua madre lo nascosero fuori dal villaggio per poi tornare ad aiutare gli abitanti durante l'attacco del Mostro Nero. La mattina dopo, Dart non trovò nulla, se non la pietra di suo padre sotto le macerie (lo spirito Occhi di fuoco). Meru riprende i compagni dal crepaccio, ma ormai Lloyd è scappato. Tuttavia sanno dove trovarlo: punterà senza dubbio al terzo oggetto lunare, il tesoro nazionale di Mille Sesau. Miranda rivela che la chiave del sigillo per prendere lo Specchio lunare è in mano al sovrano, quindi corrono verso Deningrad per avvisare la regina Theresa.
Lloyd precede tutti ancora una volta e rapisce la regina per farsi portare nel luogo dove si trova lo specchio. Miranda informa il gruppo dicendo che lo specchio è custodito alla torre di Flanvel, una vecchia fortezza volante degli Alati ora in rovina a ovest del nevaio Kashua. Si dirigono difficoltosamente attraverso ai ghiacci e all'interno della torre fino alla sua sommità, dove la regina ha spezzato il sigillo e consegnato lo specchio a Lloyd, che ora ha tutti e tre gli oggetti divini. Comincia a intravedersi il piano di Lloyd: dare il via al piano evolutivo voluto dal creatore Soa e il flusso evolutivo voluto dall'Albero Divino. Gli umani furono il 107º frutto dell'albero, gli Alati il 108º, l'obiettivo di Lloyd è la nascita della 109ª specie. Detto questo, sfodera l'Ammazzadraghi per affrontare i dragoni. La battaglie è durissima, ma Lloyd viene finalmente sconfitto. La gioia è molto breve, un altro rapimento è stato perpetrato : questa volta Shana viene portata via.....da colui che si fa chiamare imperatore Diaz e che ha lasciato un invito: raggiungerlo nella città di Vellweb con Lloyd e i tre oggetti lunari.
Lloyd consegna a Dart i tre manufatti Alati e gli chiede di porre fine alla sua vita. Egli rifiuta di farlo, la sua morte non riporterà in vita le persone che ha ucciso: dovrà andare a Vellweb con i dragoni. Durante il viaggio, Lloyd fa una rivelazione: la 109ª specie, il Dio che darà la sua liberazione al mondo è il Figlio della Luna, che fino ad allora è sempre stato trovato e ucciso dal Mostro Nero ogni 108 anni, quando la Luna che Mai Tramonta si tinge di rosso. Gli Alati, temendo il potere dell'ultima specie e di perdere il loro status di dominatori del mondo, la segregarono sigillandola con gli oggetti lunari divini. Il suo scopo era di rompere i sigilli per permetterne la nascita. Il resto della storia dovranno ascoltarla da Diaz.
Durante il lungo viaggio, la compagnia passa per Forte Magrad, una delle vecchie roccaforti degli Umani durante la guerra e dove l'Imperatore Diaz dichiarò guerra al popolo alato. Rose ricorda la partenza da forte Magrad e la sua intenzione di sposarsi con Zieg dopo la battaglia, 11.000 anni prima. Alla fine raggiungono Vellweb, la vecchia capitale degli Umani, dominata dall'alto dalle sette torri dei sette dragoni e, più in basso, dal trono dell'imperatore. Incontrano anche lo spirito di Shirley, che prima di ascendere chiede un ultimo favore: liberare le anime dei dragoni morti durante la guerra dei draghi, che vagano per le torri. Per il momento il tempo stringe, quindi vanno avanti ripromettendosi di liberare le anime dei vecchi eroi caduti.
Giunti al cospetto dell'imperatore, fanno lo scambio : Shana per i tre oggetti lunari divini. Una volta ottenuti, Diaz palesa le sue intenzioni: far rinascere la 109ª specie, l'embrione di Virago, il Dio della Distruzione. La sacra gioia, la benedizione del Figlio della Luna è in realtà la distruzione totale. Lloyd è sconvolto, e capisce di esser stato raggirato, la sua utopia era nel futuro e nella rinascita del mondo, non nella sua distruzione. Prova ad attaccare l'imperatore, ma viene scagliato giù dall'altissima torre: Diaz non ha più bisogno di lui. A questo punto, si toglie la maschera che gli copre il volto.
Dietro la maschera si trova Zieg Feld, fidanzato di Rose, padre di Dart e primo cavaliere del drago Occhi di Fuoco. Questo risulta impossibile per Rose e Dart. Per Rose, Zieg mori 11 000 anni prima, tramutato in pietra da Melbu Frahma e per Dart suo padre mori durante l'attacco del Mostro Nero a Neet 18 anni prima. Dopo 11 000 anni la maledizione lanciatogli da Melbu si era sciolta, liberandolo dalla pietrificazione. I giorni trascorsi con Rose divennero un lontano passato, e in questa epoca conobbe una donna e crebbe un figlio, Dart, fino al giorno dell'attacco di Neet da parte del Mostro Nero. Zieg spega che gli Alati conoscevano la verità sul Dio della Distruzione e per evitare di essere annientati ne separarono il corpo dall'anima. Il corpo è visibile ancora oggi, è la Luna che Mai Tramonta in alto nel cielo, mentre lo spirito era contenuto nella sfera di cristallo di Melbu Frahma, il dittatore alato, che attingeva ai suoi immensi poteri per controllare le altre specie, almeno fino alla sconfitta degli Alati durante la guerra. Gli umani ruppero la sfera e così l'anima del Dio della Distruzione venne liberata, e ogni 108 anni cercò sempre di ricongiungersi al suo corpo per poter nascere e distruggere il mondo : il Figlio della Luna è l'anima del Dio della Distruzione. Ma un dragone scoprì tutto questo, attraverso una gorgiera incantata fermò il suo invecchiamento e uccise le reincarnazioni del Figlio della Luna per poter impedire la nascita del Dio : Rose è quello che la gente identifica come Mostro Nero.
Dart non vuole crederci, è Rose che lo ha reso orfano distruggendo Neet. Ma non è tutto: Rose pensava che la principessa Louvia, imbarcatasi sulla nave nella baia di Illisa, fosse la Figlia della Luna, ma si sbagliava. In realtà Louvia aveva una sorella gemella e proprio lei era la prescelta: Shana è quindi la Figlia della Luna, l'embrione di Virago. Ora tutto comincia ad avere un senso, le voci che sentiva vicino alle antiche Virago, il bagliore della fronte...adesso il disegno appare chiaro a tutti. Zieg prende Shana e scompare, ora è tutto nelle sue mani. La distruzione del mondo è ormai prossima.

### Atto 4 - Luna e fato
Rose comunica che dovrà recarsi a Ulara, l'ultima città segreta degli Alati, per chiedere informazioni su come provare a fermare un destino che pare ineluttabile. I dragoni attraversano il confine letale non senza tensioni interne provocate dalle rivelazioni di Zieg. Rose, attraverso la gorgiera magica che le ha permesso di sopravvivere allo scorrere del tempo, apre i portali per entrare a Ulara, qui vengono accolti dagli abitanti e si recano da Charle Fhrama, sorella del dittatore Melbu, e apprendono che forse non tutto è perduto. Gli antichi Alati avevano ideato una soluzione di emergenza se il corpo del Dio si fosse congiunto alla sua anima e così crearono la sfere del sigillo per contrastarne il potere di rinascita. In origine vi erano cinque sfere del sigillo, ma oggi ne sono rimaste solo tre e possono essere rotte usando gli oggetti lunari.
L'obiettivo di Zieg è quello di rimuovere anche l'ultimo ostacolo per la nascita del Dio. Charle è perplessa, in quanto Zieg non avrebbe dovuto sapere dell'esistenza delle sfere del sigillo e neanche l'identità del Figlio della Luna, però può rompere i sigilli in qualsiasi momento. Cosi Charle rivela la posizione delle tre sfere rimanenti, custodite nelle antiche città alate: la città magica di Aglis, la città della legge Zenebatos e la città della morte Mayfil. I dragoni il giorno dopo dovranno imbarcarsi per Rouge, città natale di Hascel, e raggiungere Aglis. Durante la notte, Rose raggiunge Dart e gli chiede se l'abbia davvero perdonata per quello che aveva fatto. Un flashback mostra Dart che durante il viaggio attraverso il confine letale, e chiede a Rose di sfoderare la spada e affrontarlo. Rose viene sconfitta e dice a Dart che adesso è libero di vendicarsi, ma egli risponde che adesso il Mostro Nero è morto, e davanti a lui rimane soltanto una compagna che segue la sua stessa strada. La mattina seguente gli Alati teletrasportano i dragoni a Tiberoa, mostrando ancora capacità magiche rilevanti, e successivamente si imbarcano per Rouge. Una torre viola fuoriesce dal mare, ma non vi è modo di arrivarci a causa delle forti correnti.
Rose spiega che la città magica di Aglis era il luogo dove gli antichi studiavano la magia e probabilmente Charle li ha mandati prima qui perché il primo obiettivo di Zieg potrebbe essere proprio la sfera del sigillo di Aglis. Il mare si divide, lasciando intravedere la strada per la città. Anche i portali sono aperti: qualcuno li sta osservando e vuole che i dragoni entrino nella città magica. Una volta all'interno, la città si sviluppa sotto la superficie dell'oceano e vengono accolti da strane creature magiche e portano i messaggi di qualcuno. L'unico abitante della città è il mago alato Savan, che conobbe Rose 7000 anni prima e vorrebbe cercare di fermare Zieg e il piano del creatore Soa attraverso due sue creazioni, un incantesimo di attacco, la Psicobomba e confinare la Luna attraverso un nuovo sigillo, il Moot. L'ultimo Kraken, la creatura a guardia del sigillo, viene posseduta da Zieg e distrugge la sfera, anche senza l'ausilio dello specchio lunare. Savan riesce a trasferire i dragoni al teletrasportatore di Aglis prima di morire nell'esplosione.
Anche tutte le creature magiche che lo circondavano, senza il loro creatore, muoiono pochi minuti dopo. Il gruppo si dirige alla seconda sfera del sigillo: Zenebatos, il centro giudiziario e legislativo degli antichi Alati. Il paesaggio questa volta è molto diverso, e mostra tutte le devastazioni della guerra, ma ciononostante automi volanti tengono in vita la città e fabbricano e modificano leggi come fossero i prodotti di una catena di montaggio. Era proprio cosi che funzionavano le leggi, erano solo un modo per giudicare le specie diverse dagli alati. La legge dice che gli umani non possono avere accesso alla sfera del sigillo, ma i dragoni usano le particolarità delle leggi alate contro di loro, modificandole e permettendo cosi l'accesso al tribunale supremo ai non-alati. Anche questa volta Zieg ha già distrutto la seconda sfera usando il pugnale lunare e si è diretto verso la città morta di Mayfil.
I dragoni la raggiungono anche questa volta con un teletrasporto alato. Mayfil era il luogo dove gli alati convogliavano le anime dei morti per poi dirigerle all'inferno, e utilizzando l'energia del processo per attingervi potere magico. Addentrandosi nelle profondità incontrano anche le anime dei draghi Feyrbrand, Regole e il Drago Divino, che non riescono a trapassare. Sconfiggendole, i dragoni aiutano le anime a trovare la pace. Rose si imbatte anche nelle numerose anime delle persone che ha ucciso nelle vesti di Mostro Nero. Giunti alla base della torre di Mayfil, appare l'anima di Lavitz, che posseduto da un demone infernale prova ad attaccare i dragoni. Ma la sua amicizia verso Dart e Albert è troppo forte e riesce a liberarsi del controllo del demone. Dopo aver abbracciato gli amici un'ultima volta, apre un passaggio verso la sfera del sigillo, e scompare dicendo addio ai suoi compagni, questa volta per sempre. Al loro arrivo, l'ultima sfera del sigillo è ancora intatta ma Zieg rompe la gemma lunare e la Luna che Mai tramonta, libera dal confinamento cade sulla Terra, e sul punto dell'impatto, per sostenerla, dal terreno spunta l'Albero Divino, in attesa di dare alla luce il 109º frutto.
Dalla Luna escono migliaia di Virago, incaricate di sorvegliare il corpo del Dio. Dopo una lunga scalata, i dragoni raggiungono la cima dell'albero ed entrano all'interno della Luna. Al suo interno, la Luna è una fusione di mondi, composta da praterie e foreste innevate una dietro l'altra, confondendo non poco i protagonisti. E sempre chiaramente udibile il battito del cuore del Dio della distruzione, in attesa di ricevere Shana per ricongiungere l'anima al corpo. I dragoni si fanno strada verso il nucleo della Luna. I paesaggi all'interno della Luna prendono le forme e i colori dei luoghi più significativi per gli eroi, nel tentativo di confonderli e ritardare il loro arrivo nei pressi del nucleo. Come ulteriore tentativo di difesa, la luna produce illusioni attingendo dai ricordi dei dragoni e facendoli combattere contro gli spettri del loro passato.
Nonostante tutto, dopo innumerevoli scontri e pericoli, i dragoni riescono a raggiungere il nucleo della Luna, dove Shana è in procinto di diventare il Dio della Distruzione. Dart prova a salvarla, ma appare Zieg, che gli ruba lo spirito di dragone. Esso lo riconosce, e dopo 11.000 anni, il primo cavaliere drago Occhi di Fuoco torna alla vita, lasciando Dart senza la possibilità di trasformarsi. La potenza di Zieg è impressionante, e i dragoni non riescono a sconfiggerlo. Shana viene risucchiata all'interno del nucleo della Luna. Uno spirito lascia il corpo di Zieg che rovina al suolo. È Melbu Fhrama, il sovrano degli alati, la mente dietro agli eventi che porterebbero alla fine del mondo.
Racconta che in seguito alla sua morte per mano di Zieg, la sua anima trasmigrò nello spirito di dragone Occhi di Fuoco, e quando 18 anni prima, durante l'attacco a Neet da parte del Mostro Nero, Zieg tentò di attingere ai poteri del drago, la sua anima fu liberata, prendendo possesso di un ignaro Zieg. A Melbu non è bastato dominare il mondo in quanto sovrano del popolo alato, la sua fame di potere lo porta a desiderare di diventare un Dio. Dopodiché si sostituisce a Shana nel processo di fusione, diventando l'anima prescelta e risorgendo finalmente come l'ultimo frutto dell'albero divino: il Dio della Distruzione. ALloyd interviene attaccando Melbu, dimostrando cosi che non era morto durante la caduta dalla torre di Vellweb. Il potere di Melbu è immenso, Lloyd viene trapassato da un raggio di luce e cade al suolo. Prima di spirare, fa un ultimo regalo a Dart, consegnandogli la spada Ammazzadraghi e lo spirito di dragone del Drago Divino.
Rose tenta di assistere uno svenuto Zieg e la compagnia si guarda in viso un'ultima volta prima della battaglia finale per il destino del mondo. Senza esitare, combatteranno contro un Dio e contro il destino voluto dal creatore stesso. Lo spirito di dragone del Drago Divino risuona queste volta nelle mani di Dart: è la nascita dell'ottavo cavaliere drago, il cavaliere drago Divino, con sette ali e sette occhi e un immenso potere magico, ora può cercare di fermare il Dio. Durante la battaglia, l'ambiente cambia più e più volte, ripercorrendo le tappe della creazione del mondo: tutte le sei generazioni della creazione.
Anche il Dio cambia forma più volte, ogni volta accrescendo sempre di più il proprio potere. Dart, con un ultimo risolutivo attacco, concentra tutta l'energia del Dio Drago nel braccio destro, colpendo Melbu con la stessa potenza con cui il Drago Divino distrusse Deningrad e il palazzo di cristallo. Il Dio della distruzione è alle corde e il suo corpo va esplodendo a più riprese, ma non è ancora sconfitto. Dart approfitta della confusione per volare verso Shana e prenderla con sé. Melbu tenta un ultimo, potentissimo attacco, ma viene ostacolato da Rose, e da Zieg che è tornato finalmente in sé.
Gli ultimi due eroi della guerra dei draghi si lanciano contro il Dio venendo coinvolti nella gigantesca esplosione. Le Virago uscite dalla Luna cadono una dopo l'altra, mentre la Luna che Mai Tramonta va sgretolandosi. Prima che la luna collassi su se stessa, i dragoni rimasti e Shana riescono a volare fuori dal raggio dell'esplosione. Il mondo è stato salvato. La storia si conclude con un ultimo sguardo sul futuro dei protagonisti, tramite gli occhi di un uccello. Kongol e Hascel vivono insieme a Rouge, allenandosi sulla scogliera della piccola città di mare, Charle Fhrama si prende cura della città di Ulara, Miranda è tornata a Deningrad, dalla regina e le sacre sorelle. Meru e Guaraha visitano Lohan per far capire che gli Alati della foresta nascosta hanno cominciato ad affacciarsi nel mondo esterno, Albert ed Emille si sposano, rendendo Tiberoa e Serdio un'unica grande nazione mentre Dart e Shana tornano a Seles in ricostruzione.
Alla fine il volatile dalle ali scure termina il suo volo, accanto a un altro uccello con le ali rosse. Gli spiriti di Rose e Zieg, guardano i loro compagni per l'ultima volta, mentre nelle rovine dell'albero divino si possono intravedere gli spiriti di dragone Occhi di Fuoco e del drago nero brillare ancora.

## Modalità di gioco
In The Legend of Dragoon si distinguono tre modalità di gioco tipiche di un gioco di ruolo: la mappa del mondo, la mappa di gioco e la modalità di battaglia. La mappa del mondo indica i movimenti del personaggio principale e si limita quindi a indicare gli spostamenti da un luogo all'altro. La mappa di gioco (field map) è usata ogni volta che il giocatore entra in una città, dungeon, o punto di riferimento. Consiste in una visione dei personaggi in 3D su uno sfondo in 2D. Alcune animazioni sono usate per creare effetti come il movimento dell'acqua o la luce.
La modalità battaglia (battle mode) si svolge in un ambiente 3D che rispecchia la mappa del gioco in cui ci si trova. Le battaglie sono basate su un sistema di turni CTB (che anticipa il CTB di Final Fantasy X) e vede i personaggi guidati dal giocatore fronteggiare i nemici controllati dalla CPU. In squadra al momento delle battaglie si potranno usare al massimo tre personaggi, scelti precedentemente. Le azioni possibili in battaglia sono attaccare, usare magie, difendersi, utilizzare oggetti o scappare e alcune di essi sono "potenziabili"; per esempio, quando si effettua un attacco base, premendo al momento giusto il tasto "X" è possibile eseguire una combo che cambia in tempistica e potenza per ogni personaggio, senza tralasciare che ogni personaggio impara combo sempre più potenti ma difficili; oppure lanciando delle magie d'attacco si ha un lasso di tempo entro il quale, premendo il più velocemente possibile il tasto "X", s'incrementano i danni inflitti.
Tutti i personaggi giocabili verranno dotati, nell'arco del gioco, di armi, armature e oggetti sempre più forti, sostituibili e intercambiabili. Oltre agli attacchi base sarà possibile utilizzare la funzione Dragone (solo se in possesso del relativo Spirito di Dragone), che farà trasformare il personaggio in un cavaliere drago, un cavaliere dotato di armatura che trae forza dai draghi e che conferisce un'incredibile difesa e attacco.

## Personaggi

### Personaggi giocabili
- Dart: il protagonista della storia. È un ragazzo determinato e coraggioso, dotato di grande carisma e di una straordinaria forza di volontà, oltre che di una ottima abilità come spadaccino. All'età di cinque anni sopravvisse alla distruzione del suo villaggio, Neet, perpetrata dal famigerato Mostro Nero, per il quale, da allora, nutrì un forte risentimento trasformatosi in seguito in un bruciante desiderio di vendetta. Trascorse l'infanzia e l'adolescenza nel villaggio di Seles, in compagnia dell'amica Shana, avvicinandosi al combattimento con la spada grazie al suo primo mentore, Tasman. Divenuto diciottenne, Dart intraprese un lungo viaggio alla ricerca del Mostro Nero per placare il suo desiderio di vendetta, ma senza successo. Una volta tornato si dirige subito verso le prigioni di Hellena per trarre in salvo Shana, rapita dai soldati di Sandora. Possiede il potere del drago occhi di fuoco.
- Shana: è l'amica del cuore di Dart, con cui ha trascorso gli anni di infanzia nel villaggio di Seles. Dart la considera come una sorella, ma la ragazza sembra provare qualcosa di più profondo per lui, sebbene quest'ultimo assuma spesso atteggiamenti iperprotettivi nei suoi confronti. All'apparenza mite e pacata, Shana in realtà possiede una buona abilità nell'uso dell'arco, anche se a tratti può sembrare un peso per il gruppo: in esso riveste però una grande importanza per via delle sue capacità curative. Nonostante ciò una parte di lei è circondata da un alone di mistero e sembra guardare con insicurezza al futuro. Possiede il potere del drago argentobianco.
- Lavitz: comandante di cavalleria dell'esercito di Basil, valente soldato esperto nell'uso dell'alabarda, Lavitz è il primo personaggio a unirsi alla compagnia di Dart, aiutandolo a fuggire dalle prigioni di Hellena, nel quale era stato in precedenza incarcerato. Possiede un forte senso dell'onore e vive e combatte nel ricordo di suo padre, che a sua volta era stato un importante cavaliere prima di venire ucciso a tradimento da Greham, uomo profondamente inviso a Lavitz. Proprio di suo padre ha seguito le orme, diventando un soldato fiero e stimato, soprattutto da Re Albert di cui è diventato grande amico. Nel corso della storia, tra Lavitz e Dart si instaurerà un rapporto di profonda amicizia e di reciproca stima attraverso dure battaglie e insidie varie. Lavitz perderà tragicamente la vita, per mano di Lloyd, nel tentativo di salvare Albert. Possedeva il potere del drago verde.
- Rose: è forse il personaggio più enigmatico del gruppo. Spadaccina fredda quanto affascinante, armata di un lungo stiletto, compare la prima volta quando salva la vita a Dart nei boschi vicino a Seles sottraendolo alle fauci del Drago dalle zanne verdi, Feyrbrand. In seguito gli insegnerà i fondamentali del combattimento da dragone, essendo lei stessa uno dei leggendari Dragoni che combatterono nella Guerra dei Draghi, precisamente quello dell'Oscurità (il quale, almeno nel primo atto, sembra essere più potente degli altri spiriti). Segue Dart in ogni sua avventura, offrendogli consigli preziosi e aiutandolo in combattimento, e nonostante appaia distaccata e glaciale possiede una forte presenza e una grande saggezza. Ha più di undicimila anni e ciò si spiega dal fatto che indossa una gorgiera magica in grado di sottrarla allo scorrere del tempo.
- Haschel: grande maestro di arti marziali, fondatore della Scuola Rouge (dal nome del villaggio in cui vive), Haschel conobbe Dart quando questi era alla ricerca del Mostro Nero e subito tra i due si instaurò un buon rapporto; Dart lo considera un burlone che sa essere serio solo quando combatte, e in effetti nel combattimento corpo a corpo l'anziano guerriero è un avversario molto temibile nonostante usi come arma le sue sole mani (talvolta servendosi di artigli o borchie di ferro). Prima di unirsi alla compagnia, Haschel era alla disperata ricerca della figlia, Claire, fuggita venti anni prima dal villaggio dopo un aspro litigio con il padre: ciò provocherà in lui un forte senso di colpa che il passare degli anni non cancellerà. A un certo punto della storia si scoprirà che fra Haschel e Dart esiste un legame molto stretto di cui entrambi erano all'oscuro. Detiene il potere del drago viola.
- Albert: è il sovrano del regno di Basil, e il re legittimo di Serdio, in quanto figlio di Carlo, suo predecessore che fu assassinato dal fratello, Doel, divenuto poi imperatore di Sandora. All'epoca del regicidio, e della sanguinosa guerra che ne scaturì, Albert aveva solo sei anni ed ebbe subito il grande onere di sostituire suo padre e difendere Basil dalla sete di potere dello zio. Divenuto ventiseienne, decide di seguire Dart nel suo viaggio per sostituire Lavitz, caduto in battaglia, di cui è stato un grande amico e dal quale è stato addestrato nell'uso dell'alabarda, convinto che un re dovesse difendere in prima persona i suoi sudditi. È senz'altro il più colto ed erudito del gruppo, anche se a volte si perde nei suoi discorsi. Ha inoltre una evidente relazione con la principessa di Tiberoa, Emile. Riceverà il potere del drago verde da Lavitz.
- Meru: allegra e solare, vestita da ballerina e armata di martello, Meru è una ragazza alata che è nata e cresciuta nel villaggio nascosto degli Alati all'interno della Foresta Sempreverde, a sud di Deningrad. Al contrario di tutti i membri del suo clan, che considerano gli umani una razza ostile e non degna della loro fiducia, Meru è fortemente attratta da loro e nutre la speranza che un giorno Alati e Umani possano vivere in pace, rispettandosi reciprocamente. Unitasi al gruppo semplicemente per divertimento, in seguito si responsabilizzerà notevolmente, specie dopo essere diventata Dragone (di elemento Acqua). Insieme con Haschel sa dar vita a siparietti molto divertenti e spassosi. È inoltre molto attratta da Dart, ma una volta capito il rapporto tra lui e Shana, metterà da parte i suoi sentimenti.
- Kongol: è un guerriero della razza dei Giganti, molto orgoglioso e con un coraggio immenso, dotato di una forza incredibile (è capace di sollevare una colonna di pietra pesante parecchi quintali). Inizialmente schierato nell'esercito di Sandora, e fortemente legato all'Imperatore Doel, combatte contro Dart in due occasioni: durante l'assedio di Hoax e nella Rocca Nera, Quartier generale di Sandora, uscendo sconfitto in entrambe. Successivamente ricompare salvando la vita al protagonista e ai suoi compagni dalla caduta della colonna prima accennata; in questa occasione decide di unirsi a lui per realizzare il suo sogno: dar vita a un mondo in cui tutte le razze siano libere e unite, senza distinzioni. Per questo ripone in Dart la stessa fiducia che aveva riservato a Doel. Combatte con una gigantesca ascia ed è il Dragone di elemento Terra.
- Miranda: è l'ultimo membro a unirsi alla compagnia. Miranda è una delle Sacre sorelle del regno di Mille Sesau, figlia della regina di Deningrad, elegante arciera e comandante delle truppe del regno. Inizialmente unitasi al gruppo per fermare il Drago Divino, resterà in pianta stabile per sostituire Shana come Dragone della Luce. Nel corso dell'avventura si scoprirà che in realtà è solo la figlia adottiva della regina e che la sua infanzia fu molto difficile a causa del travagliato rapporto con la sua vera madre, che poi la abbandonò. Per questo ha un carattere non facile e talvolta tende a essere impulsiva. Dal punto di vista combattivo ha la stessa abilità di Shana, e i suoi poteri curativi da Dragone sono importantissimi nelle battaglie più difficili.

### Nemici principali
- Fruegel: comandante delle guardie della Prigione di Hellena, è conosciuto per la sua crudeltà e malvagità usata nei confronti degli altri, a tal punto di sfogare la sua ira sulle sue stesse guardie. Si incontra due volte: la prima volta nella Prigione di Hellena, e la seconda di nuovo a Hellena (il ritorno), dopo aver battuto Jiango, il mostro tenuto nei sotterranei.
- Guftas: è una bestia assomigliante a un cane, che difenderà Fruegel insieme a Rodrigo (una specie di uccello). È in grado di confondere e stordire.
- Rodrigo: è una bestia assomigliante a un uccello, che difenderà Fruegel insieme a Guftas (una specie di cane). È in grado di portare in aria il personaggio e poi lasciarlo cadere.
- Jiango: è una bestia terrificante con le sembianze di un mezzo lupo mannaro e un mezzo mammut. La si incontra nei sotterranei della Prigione di Hellena, dopo essere caduti nella trappola tenuta dall'imboscata delle guardie.
- Elite di Sandora: un soldato molto più forte rispetto agli altri cavalieri di Sandora. È in grado di triplicarsi e fare diverse magie. Tuttavia c'è un modo per scovare quello vero: sarà l'unico a usare magie. Se ne incontrano due: una nella città-fortezza di Hoax, e una a Kazas, Rocca Nera, un po' prima della battaglia con Doel.
- Drake: abile con le trappole, è un bandito che si trova nel Santuario di Shirley, nell'intento di proteggere il suo cosiddetto "tesoro", che si scopre essere lo Spirito del Drago d'argentobianco.
- Urobolus: è la sentinella della caverna che collega a Basil. Grande verme marrone, verrà ucciso dalla misteriosa luce che fuoriesce dalla testa di Shana.
- Greham: un tempo fu amico e compagno d'armi del padre di Lavitz, del quale ammirava la forza e il valore. Col tempo però questa ammirazione si mutò in una profonda invidia, in quanto Greham era consapevole che non avrebbe mai potuto raggiungere il suo livello. Quando disertò da Basil per unirsi a Sandora, l'Imperatore Doel gli donò lo Spirito di Dragone Verde e con questo uccise a tradimento il padre di Lavitz. Il figlio cercò sempre di vendicarsi, e con l'aiuto di Dart riuscì alla fine a sconfiggerlo. Dopo averlo battuto Lavitz venne a conoscenza, dopo molti anni, delle ragioni del gesto.
- Kongol: gigante al servizio dell'Imperatore Doel, si incontrerà la prima volta nella città-fortezza di Hoax, e in seguito a Kazas, Rocca Nera, prima dello scontro con Doel. Nel secondo CD si unirà al gruppo, e riceverà lo Spirito del Drago dorato ottenibile in due modi: acquistandolo per 1000G a Lohan, Città Commerciale, (nel CD2), o nella battaglia contro Indora (nel CD4).
- Drago Feyrbrand: drago di tipo aria che si affronta insieme a Greham nel Nido del Drago.Capace di avvelenare, è il primo drago che si incontra.
- Imperatore Doel: sovrano di Sandora, nazione che si è formata dalla scissione del Regno di Serdio in due parti contrapposte (l'altra è Basil), Doel è lo zio di Re Albert, che assassinò il fratello Carlo poiché, a detta di lui, non era in grado di governare adeguatamente Serdio. Ma la ragione vera, molto probabilmente, fu la sete di potere e di ambizione che lo consumava e che non si fermò neppure quando, subito dopo, scoppiò la Guerra di Serdio, durata 20 anni. La sua guardia del corpo è il gigante Kongol, che in seguito si unirà a Dart; ma in realtà potrebbe anche non servirsene: è infatti lui stesso un guerriero temibile, armato di due spade molto potenti ed è anche in grado di trasformarsi nel Dragone Viola grazie al quale utilizza devastanti magie. La sua caduta pone fine alla Guerra di Serdio.
- Lenus: è la compagna alata di Lloyd, di cui è profondamente invaghita, e per il quale è pronta a esaudire qualsiasi cosa: Lloyd le chiede di procurargli il Pugnale Lunare che è custodito dalla famiglia reale di Tiberoa e in cambio le dona lo Spirito del Dragone d'Acqua, che a sua volta aveva ricevuto dall'Imperatore Diaz. Assunte le sembianze della principessa Emille, con un complicato stratagemma, ha rubato l'Oggetto Lunare ed è fuggita verso la Baia di Illisa nonostante il tentativo di Dart e compagni di fermarla. Riesce quindi a consegnare il pugnale a Lloyd permettendogli di fuggire, ma viene sconfitta nonostante il potere di Dragone.
- Drago Regole: drago di tipo acqua che si affronta insieme a Lenus sull'Isola Prigione.
- Drago Divino: è il Re dei Draghi che non si piega davanti a niente e a nessuno,  che cavalca i cieli con le sue sette ali e che guarda con i suoi 7 occhi diabolici. Lo si incontra sulla Montagna del Drago Mortale dopo che questi avrà distrutto buona parte di Deningrad. L'odio e il rancore verso gli alati che, con il loro potere lo segregarono, lo risveglierà e toccherà a Dart e compagni fermarlo prima che inizi a distruggere l'intero mondo.
- Lloyd: uno degli ultimi Alati sopravvissuti, nostalgico del grande passato della sua razza prima della caduta. Lloyd è un abilissimo spadaccino, alto e snello, che utilizza combo d'attacco velocissime e quasi impossibili da fronteggiare. Compare la prima volta nella Sfida degli Eroi di Lohan arrivando in finale contro Dart, battendolo nettamente e sfoderando un'abilità impressionante. Successivamente, sottrae la Gemma Lunare a Re Albert, uccidendo Lavitz con la sua terribile arma: l'Ammazzadraghi. Da quel momento diviene il nemico principale di Dart, dato che lo scopo di Lloyd è quello di raccogliere tutti gli Oggetti Lunari, non risparmiando violenze e distruzioni pur di raggiungerlo. Alla fine riesce nell'intento, ma proprio mentre si impossessa dell'ultimo Oggetto, lo Specchio Lunare, viene sfidato da Dart, uscendo battuto nonostante abbia con sé lo Spirito del Dragone Divino e l'Ammazzadraghi. Una volta condotti gli eroi dall'Imperatore Diaz, scopre con amarezza di essere stato ingannato e nonostante provi ad attaccarlo viene facilmente sopraffatto. Alla fine, aiuterà Dart contro Melbu Frahma, ma perderà la vita in un ultimo impeto d'orgoglio.
- Zieg: è il padre di Dart nonché ex compagno di Rose al tempo della Guerra dei Draghi dove combatté come Dragone del Fuoco, lo stesso del protagonista. Sotto le sembianze dell'Imperatore Diaz ha manovrato Lloyd per ottenere i tre Oggetti Lunari Divini e poter così risvegliare l'ultima razza: l'embrione di Virago. Dopo aver sconfitto Lloyd e rivelato il suo piano, Zieg è fuggito portando con sé Shana per distruggere le tre Sfere del Sigillo e risvegliare la 108ª razza. Alla fine si scoprirà che in realtà Zieg è stato manipolato da Melbu Frahma, un alato che si credeva essere stato sconfitto dallo stesso Zieg nella Guerra dei Draghi, ma che in realtà era riuscito a sopravvivere. Durante il combattimento finale Zieg si sacrificherà insieme a Rose per far fuggire Dart e i suoi amici, riconoscendo di non essere stato un buon padre.
- Melbu Frahma: l'ultimo nemico da sconfiggere, nonché il più potente in assoluto. All'epoca della Guerra dei Draghi era il dittatore degli Alati, molto potente e armato di Ammazzadraghi. Nonostante ciò fu sconfitto da Zieg, anche se riuscì a pietrificarlo. Al termine del combattimento tra Dart e Zieg, Frahma lasciò il corpo di quest'ultimo, che aveva manipolato fino a quel momento, grazie alla sua trasformazione in Dragone del fuoco dopo averlo sottratto a Dart. A quel punto l'alato poté raggiungere il suo scopo ultimo: fondersi con l'Embrione di Virago e diventare così lui il 108° frutto: Il Dio della Distruzione. Possiede ben quattro evoluzioni, una più potente dell'altra, e l'unico punto debole sta nella lentezza del tempo d'attacco, controbilanciata però da una resistenza e da una potenza nettamente superiori rispetto a tutti gli altri nemici.
- Virago: creature gigantesche, malvagie e potenti che erano al servizio degli alati durante la Guerra dei Draghi. Mosse dall'odio verso gli umani e verso i Dragoni queste si risvegliano dal loro sonno millenario con l'intento di uccidere.

### Nemici speciali
- Uccellino Giallo: un piccolo uccellino di colore giallo. Lo si può incontrare a Nord di Serdio, nel tratto di strada per arrivare a Bale. Sconfiggendolo si riceverà la ricompensa di 300G e un Mantello di Fuga. Possiede 4 PF di vita e scappa molto spesso.
- Uccellino Blu: un piccolo uccellino di colore blu. Lo si può incontrare a Tiberoa, tra la Terra della Gravità Perduta e la Dimora dei Giganti. Sconfiggendolo si riceverà la ricompensa di 1000 punti esperienza. Possiede 5 PF di vita e scappa molto spesso.
- Uccellino Rosso: un piccolo uccellino di colore rosso. Lo si può incontrare a Mille Seseau, nel bivio che collega Deningrad e il Nevaio Kashua. Sconfiggendolo si riceverà la ricompensa di 1000G e una Piuma di Fenice. Possiede 5 PF di vita e scappa moderatamente. È immune ai colpi fisici.
- Uccellino Arcobaleno: un piccolo uccellino di diversi colori. Lo si può incontrare a Endiness sulla Furia Regina, nel tratto di mare che collega Fletz, Rocca Gemella a Città Frontiera, Rouge. Sconfiggendolo si riceverà la ricompensa di 3 000 punti esperienza. Possiede 4 PF di vita e scappa moderatamente. È immune ai colpi fisici e alle magie sia singole sia Dragone. L'unico modo per sconfiggerlo è farlo colpire automaticamente da solo, mentre è nello stato di confusione.

### Nemici opzionali
- Comandante: un comandante dell'esercito di Sandora. Lo si può incontrare proseguendo nell'area "Palude" in direzione del Settimo Fortino di Basil, per aiutare i cavalieri nella battaglia contro Sandora, prima di recarsi al Vulcano Villude. È l'ultimo nemico in questo assalto e compare quando tutti i soldati sandoriani sono eliminati. Il suo elemento è Oscurità, e utilizza spesso l'oggetto "Power Up".
- Fantasma Polter (Elmo, Armatura, Spada): compare sull'altare dell'Imperatore Diaz, nelle rovine di Forte Magrad ubicate al di sotto del Campo di neve. Rappresenta il rancore e la rabbia dei soldati umani morti nella Guerra dei Draghi. È costituito da Corazza, Elmo e Spada, ognuno dei quali dotato dei seguenti poteri: Lancio magie potenziate, Blocco Comandi e Colpo Letale.
- Mago Faust: in passato era un generale degli Alati, nonché il braccio destro del dittatore alato Melbu Frahma. Dotato di un immenso potere magico, sopravvisse alla disfatta della sua razza durante la Guerra dei Draghi 11 000 anni prima e cospira all'interno dei sotterranei della Torre di Flanvel (sua fortezza) di conquistare il mondo. Il suo potere era così smisurato che egli è capace di creare un suo fantasma molto simile a lui in forza e aspetto; difatti Melbu Frahma temendo il suo potere, creò una pietra per eliminare quel potere. È affrontabile solo dopo aver ottenuto la Pietra della Sparizione, consegnata da Martel in cambio di tutte e 50 le polveri stellari sparse in tutto il gioco. È il nemico più potente e più difficile da sconfiggere, in quanto è l'avversario con più attacco magico e agilità.
- Spiriti dei 4 dragoni: quando si arriverà a Vellweb, i personaggi incontreranno Shirley (precedente Dragone del Drago Lucente) a chiederà di liberare le anime dei quattro dragoni imprigionate nelle loro rispettive torri e porre così fine alle loro sofferenze di 11 000 anni. Si trattano di Kanzas (Dragone del Tuono), Belzac (Dragone della Terra), Damia (Dragone dell'Acqua) e Syuveil (Dragone dell'Aria) morti durante la Guerra dei Draghi. Si possono sconfiggere solo dopo aver parlato con l'Imperatore Diaz e iniziato il quarto disco.
- Super Virago: sottospecie di Virago dotata di maggior potere rispetto alle Virago comuni. Sono presenti due esemplari in tutto il gioco. La prima la troviamo nelle Rovine della capitale alata Kadessa, dopo aver risolto l'enigma dei teletrasporti. È la più debole rispetto alla gemella in quanto subì ingenti danni durante lo scontro con il Dragone del Tuono Kanzas, 11 000 anni fa. Il combattimento dura esattamente dieci turni e poi la Super Virago si autodistrugge. La seconda Super Virago si incontra sulla Luna Che Mai Tramonta, verso la fine del gioco, prima di arrivare al cuore della Luna.
- Spiriti dei 3 Draghi: li si potranno incontrare nella Città alata della Morte Mayfill. I Draghi, imprigionati e non liberi di riposare in pace sono Feyrbrand (il drago dell'aria), Regole (il drago dell'acqua) e il Drago Divino. Essendo già morti, la loro forma è di puro spirito e quindi molto più forte rispetto alle precedenti volte.

### Personaggi secondari
- Comandante Supremo di Sandora: è il comandante principale dell'esercito di Sandora, che tuttavia ci darà una delle tre gemme colorate (quella gialla) per accedere alla stanza dell'Imperatore Doel a Kazas nella Rocca Nera, chiedendoci di "svegliarlo" e farlo ritornare l'uomo gentile che era una volta.
- Ministro Noish: il consigliere principale di Re Albert, e suo fidato collaboratore. Uomo molto colto, dopo la fine della Guerra di Serdio si occupò delle faccende burocratiche in assenza del re, partito per seguire Dart nella sua avventura.
- Dabas: un bizzarro mercante incontrato da Dart e compagnia nel Vulcano Villude, mentre era alla ricerca di un misterioso reperto. Ha una bottega nella città di Lohan e sarà utile in seguito per trovare il santuario nel quale si nasconderebbe l'erba in grado di curare Shana, colpita dal veleno del drago.
- Shirley: Era uno dei dragoni che combatté nella Guerra dei draghi. Ora, in forma di spirito, è custode del santuario vicino alla città di Lohan. Ha donato lo spirito del Drago argentobianco a Dart (dopo averlo sottoposto a una prova) perché possa salvare Shana.
- Nello: è un appassionato di giardinaggio, vive nella città di Fletz, capitale di Tiberoa. Ospita i personaggi in casa sua la sera del giorno del loro arrivo, discutendo a lungo con Albert di temi ecologici. Il suo sogno è quello di rendere le vicine Terre Brulle un luogo verdeggiante e rigoglioso. Anche se ne è all'oscuro, la principessa Lisa ha un debole per lui e per il suo lavoro.
- Martel: la si incontra la prima volta a Bale, quando si scontra accidentalmente con Dart per strada. Inizialmente appare come un tipo antipatico, ma in seguito, quando il gruppo la reincontrerà, si mostrerà molto cordiale e altruista (come quando assiste i feriti a Deningrad dopo l'attacco del Drago Divino) e si appurerà come il suo scopo sia quello di raccogliere tutte le Polveri Stellari per salvare la figlia molto malata: man mano che Dart le darà tutte le pietre lei ringrazierà donandogli oggetti rari e preziosi. La si incontra a Bale, Fletz, Deningrad e Rouge (il suo villaggio).
- Uomo Incappucciato: un uomo avvolto nel mistero, che poi si scoprirà essere Lloyd. È stato al servizio di Re Albert (nell'intento di scoprire dove il Re nascondesse la Gemma Lunare) per un determinato tempo. È possibile parlarci nella Rocca di Indels a Basil, nella torre di destra.
- Fester: un appassionato studioso di astronomia che vive a Fletz (la città delle stelle) e che conosce molte cose riguardo alle leggende intorno alla Luna Che Mai Tramonta. Possiede un gigantesco telescopio sulla soffitta di casa da cui osserva gli astri. È anche il tutore personale della principessa Lisa.
- Kaffi: è la cameriera del locale di Fletz; simpatica, disponibile, ma molto logorroica. Tende a chiacchierare a lungo con i clienti, scordando spesso le ordinazioni e beccandosi i rimproveri del suo capo.
- Ammiraglio Puler: il capitano della Furia Regina, la nave più forte di Tiberoa e forse dell'intera Endiness. È un vecchio 'lupo di mare' che parla in modo poetico e aulico, lesinando massime su temi come la vita, l'amore e l'avventura in mare. Molto apprezzato dai suoi uomini, arriverà persino a proporre (inutilmente) a Dart di diventare un lupo di mare.
- Maestro Tasman: è il vecchio maestro d'armi di Dart. Lo si può incontrare all'inizio del gioco a Seles (prima di partire per Hellena), per imparare i comandi di gioco. Nonostante la sua grandicella età, se la cava molto bene con la spada.
- Kayla: è la capomacchine della Furia Regina nonché braccio destro di Puler. Sebbene sia solo una ragazzina ha un'innata bravura nel gestire la sala macchine ed è molto rispettata dai marinai. Inoltre nel corso del viaggio si affezionerà molto a Dart e gli altri, in particolare a Shana.
- Kaiser: è il comandante dell'ottava cavalleria del Regno di Basil. Grande amico e compagno di Lavitz, ci guiderà nel respingere l'Impero di Sandora nella città-fortezza di Hoax.

## Doppiaggio
| Personaggio  | Doppiatore originale | Doppiatore italiano |
| ------------ | -------------------- | ------------------- |
| Dart         | Tomokazu Seki        | Massimo Marinoni    |
| Shana        | Akemi Okamura        | Lara Parmiani       |
| Lavitz       | Kazuhiro Ōguro       | Massimo Marinoni    |
| Rose         | Yumi Tōma            | Jessica Giuffrè     |
| Haschel      | Minoru Inaba         | Giancarlo Ciccone   |
| Albert       | Shin'ichirō Miki     | Massimo Marinoni    |
| Meru         | Tomoko Kawakami      | Lara Parmiani       |
| Kongol       | Masashi Sugawara     | Andrea Piovan       |
| Miranda      | Yōko Sōmi            |                     |
| Lloyd        | Shō Hayami           | Siro Carraro        |
| Zieg         | Akio Ōtsuka          |                     |
| Melbu Frahma | Kaneto Shiozawa      |                     |
| Fester       | Hiroaki Hirata       |                     |

## Media

### Manga
The Legend of Dragoon è stato adattato in un manga scritto e disegnato da Ataru Cagiva. Il manga è stato originariamente serializzato sulla rivista Famitsu Bros e raccolto in un unico volume tankōbon pubblicato in Giappone il 24 giugno 2000 edito dalla casa editrice Enterbrain. Non è mai stato distribuito nel resto del mondo.
Il manga segue gli eventi della storia narrati nel primo disco ma si discosta in alcune parti dalla trama originale per via delle ridotte dimensioni del volume, di conseguenza diversi personaggi ed eventi non vengono narrati.

### Light novel
Una light novel dal titolo The Legend of Dragoon Serdio sōran (レジェンド・オブ・ドラグーン セルディオ争乱?, Rejendo obu Doragūn Serudio sōran, lett. "The Legend of Dragoon: La guerra di Serdio"), scritta da Heisei Izu, supervisionata da Kazuma Shinjo e illustrata da Junichi Inoue, è stata pubblicata in Giappone nel febbraio 2000 sotto l'etichetta Famitsū Bunko edita da Enterbrain.
In maniera analoga al manga, la storia si basa sul primo capitolo del videogioco in maniera fedele, sebbene siano presenti alcune aggiunte originali.